# ウィリー・コーリー＝ステイン
- ウィリー・コーリー＝スタイン
- ウィリー・コーリー＝シュタイン

ウィリー・トリル・コーリー＝ステイン（Willie Trill Cauley-Stein 1993年8月18日 - ）は、アメリカ合衆国カンザス州スピアービル出身のプロバスケットボール選手。CBAの江蘇同曦モンキーキングに所属している。ポジションはセンター。

## 来歴

### カレッジ
カンザス州の高校から2012年夏にケンタッキー大学に進学したコーリー＝スタインは、同期入学で超高校生級選手として注目されていたナーレンズ・ノエルとしのぎを削ることになったが、そのノエルが2013年2月のフロリダ大学戦で左膝の前十字靭帯を断裂する重傷を負って以降、コーリー＝スタインにチャンスが廻ってくることになる（ノエルは2013年にNBA入り）。その後コーリー＝ステインは同大学の中心選手となり、2014年のNBAドラフトにアーリーエントリーする予定だったが、2014年のNCAAトーナメントのルイビル大学戦で足を負傷し、エントリーを回避。2014-15シーズンは、SECの最優秀守備選手賞を受賞するなど飛躍のシーズンとなり、2015年4月に2015年のNBAドラフトにアーリーエントリーを表明。1巡目全体6位でサクラメント・キングスから指名された。

### サクラメント・キングス
2017年2月23日、デマーカス・カズンズがニューオーリンズ・ペリカンズへ放出された直後のデンバー・ナゲッツ戦でキャリア・ハイとなる29得点、10リバウンドを記録、試合はキングスが116-100で勝利した。しかし、キングスで4年間主力としてプレーしながらも2018-19シーズン終了後、キンクスは2019年夏にコーリー・ジョセフとの契約を目指す為に、コーリー＝ステインに提示していたクオリファイング・オファーを取り下げ、完全FAとなった。

### ゴールデンステート・ウォリアーズ
2019年7月3日、ゴールデンステート・ウォリアーズと2年450万ドルで契約した。

### ダラス・マーベリックス
2020年1月24日にドラフト指名権とのトレードでダラス・マーベリックスへ移籍した。オフにプレイヤーオプションを破棄してFAとなったが、11月24日にマーベリックスとの2年総額840万ドルの再契約に合意した。2年目はチームオプションとなる。
2021年8月1日にチームオプションを行使され、残留した。
2022年1月15日にマーベリックスから解雇された。

### フィラデルフィア・76ers
2022年2月24日にフィラデルフィア・76ersとの10日間契約に合意した。

### 国外でのキャリア(2023-)

#### パラカネストロ・ヴァレーゼ
2023年7月31日、レガ・バスケット・セリエAとFIBAヨーロッパカップに所属するパラカネストロ・ヴァレーゼとの契約が発表された。10月25日に行われたFIBAヨーロッパカップのBGゲッティンゲン戦で19得点、20リバウンドを記録し、リバウンド数で大会新記録となった。
2024年1月30日にBSNのインディオス・デ・マヤグエスとの契約に合意したが、3月24日、チームから放出されたことが発表された。
10月21日にCBAの江蘇同曦モンキーキングとの契約に合意した。

## その他
2015年のNBAドラフトでケンタッキー大学のチームメイトで指名された選手に、カール＝アンソニー・タウンズ、トレイ・ライルズ、デビン・ブッカー、アンドリュー・ハリソン、ダカリ・ジョンソンなどがいる。

## 個人成績

### NBA

#### レギュラーシーズン
| シーズン | チーム | GP  | GS  | MPG  | FG%  | 3P%  | FT%  | RPG | APG | SPG | BPG | PPG  |
| -------- | ------ | --- | --- | ---- | ---- | ---- | ---- | --- | --- | --- | --- | ---- |
| 2015–16  | SAC    | 66  | 39  | 21.4 | .563 | .000 | .648 | 5.3 | .6  | .7  | 1.0 | 7.0  |
| 2016–17  | SAC    | 75  | 21  | 18.9 | .530 | .000 | .669 | 4.5 | 1.1 | .7  | .6  | 8.1  |
| 2017–18  | SAC    | 73  | 58  | 28.0 | .502 | .250 | .619 | 7.0 | 2.4 | 1.1 | .9  | 12.8 |
| 2018–19  | SAC    | 81  | 81  | 27.3 | .556 | .500 | .551 | 8.4 | 2.4 | 1.2 | .6  | 11.9 |
| 2019–20  | GSW    | 41  | 37  | 22.9 | .560 | .000 | .614 | 6.2 | 1.5 | 1.1 | 1.2 | 7.9  |
| 2019–20  | DAL    | 13  | 2   | 12.1 | .689 | .000 | .556 | 4.6 | .8  | .3  | .8  | 5.2  |
| 2020–21  | DAL    | 53  | 16  | 17.1 | .632 | .091 | .628 | 4.5 | .7  | .4  | .8  | 5.3  |
| 2021–22  | DAL    | 18  | 2   | 9.8  | .457 | .500 | .500 | 2.1 | .5  | .3  | .2  | 1.9  |
| 2021–22  | PHI    | 2   | 0   | 3.0  | ---  | ---  | ---  | 1.0 | .5  | .0  | .0  | .0   |
| 通算     | 通算   | 422 | 256 | 22.0 | .544 | .188 | .612 | 5.9 | 1.4 | .8  | .8  | 8.7  |

#### プレーオフ
| シーズン | チーム | GP | GS | MPG  | FG%  | 3P% | FT%   | RPG | APG | SPG | BPG | PPG |
| -------- | ------ | -- | -- | ---- | ---- | --- | ----- | --- | --- | --- | --- | --- |
| 2021     | DAL    | 6  | 0  | 10.5 | .667 | --- | 1.000 | 2.7 | .5  | .3  | .7  | 2.5 |
| 通算     | 通算   | 6  | 0  | 10.5 | .667 | --- | 1.000 | 2.7 | .5  | .3  | .7  | 2.5 |